# 無所属
無所属（むしょぞく）とは、組織やグループなどに所属していない人、または、その状態。本項では、政治・選挙における無所属について述べる。

## 日本

### 国政
政治の世界では、国政選挙の際に政党・政治団体の公認を受けていない候補のことをこう呼ぶ。そのため、政党などの推薦・支持を受けていても公認がなければ無所属とされる。また、何らかの政党の党籍を有していても、公認を受けていなければ無所属とされる。国政選挙で無所属の候補は多くの場合、資金や人員が不足し、組織からのバックアップを受けられず、何かと苦労することが多い。また、公職選挙法においても、衆議院議員総選挙の比例代表に出馬できないだけでなく、衆議院での小選挙区導入にともなう法改正以降は衆議院議員選挙の政見放送に出演できない（ただし、経歴放送は流れる）などの不利な扱いを受けており、政見放送に出られないのは違憲であるという意見もある。
一般的に「公認」とは政党が選挙前に「この候補者は我が党の党員です」とお墨付きを与えることを意味する。政党から公認を得るためには原則としてその党の党員であることが前提条件となる。公認された人物には政党から所属党派証明書が発行され、立候補の際にその証明書を選挙管理委員会に届け出れば、選挙期間中にその政党に所属している候補者として扱われる。公認権は通常は党本部のみが有する。政党と候補者の関わりは一般的に「公認」＞「推薦」＞「支持」の順に弱くなる。
なお、いずれの政党にも属さない（党籍などを有さない）議員を無所属議員と呼ぶ場合もある。
大日本帝国憲法下に存在した貴族院のにおける無所属の扱いは非常に複雑で、貴族院議員は非政党員であることが事実上の慣例となっていたため、ほとんどの議員が法律上においては無所属であった。だが、実際にはその大半が政党に替わって組織された院内会派に属しており（政党系・非政党系など会派によってその位置付けは異なる）、一般にはこうした会派に属していない議員のみを慣習的に無所属と呼んだ。だが、会派所属の議員に比べて議員活動に不利な会派無所属の議員が活動しやすいように、一部の会派無所属の議員達が便宜的に「無所属」を正式名称とした会派を結成した時期もあった。勿論、こうした会派にも参加しなかった議員もおり、紛らわしいことから無所属会派を「無所属団」、後者の議員を「純無所属」と呼称して区別を行った。
参議院議員通常選挙は、第1回参議院議員通常選挙から第12回参議院議員通常選挙までは比例代表制が存在せず、日本全国を一つの大選挙区とする全国区制を採用していた（単記非移譲式投票）。この制度では、政党・政治団体に加えて無所属で立候補することが可能であった。第13回参議院議員通常選挙以降は全国区制に代わり参議院比例区が導入された。第13回参議院議員通常選挙から第18回参議院議員通常選挙までは政党名を記入する厳正拘束名簿式の比例代表制を採用しており、政党・政治団体の比例名簿から立候補することが必須となった。第19回参議院議員通常選挙以降は個人名又は政党名を記入する非拘束名簿式を採用しているが、この制度でも政党・政治団体の比例名簿から立候補することが必須である。公職選挙法上は参議院比例区に限っては、比例名簿の政党・政治団体に所属していなくても当該政党・政治団体の推薦があれば当該政党・政治団体の比例名簿から立候補することが可能である（第八十六条の三 参議院比例代表選出議員の選挙における名簿による立候補の届出等）。2016年参院選の比例区において、小野次郎と柴田巧は民進党に所属せず同党推薦で同党の比例名簿から、山田太郎は新党改革に所属せず同党推薦で同党の比例名簿から出馬した。
自由民主党など保守政党では、追加公認前提で、党員としての籍を持ったまま無所属として立候補する人物が多く、特に保守系無所属と呼ばれる。中選挙区制の時代は、候補者数調整のために自民党の公認を受けられなかった候補が無所属として立候補し、当選すると即座に追加公認を受けるという例が少なくなかった。このような候補の中には、無所属であるにもかかわらず自民党の派閥のメンバーとして活動し、選挙報道においてもそのように分類されていた例もあった。しかし、衆議院選挙での小選挙区比例代表並立制の導入と参議院の一人区の増加により、民主党など自民党以外の政党から出馬する保守系候補もあらわれるようになったため、公認漏れ候補が無所属で立候補して当選する例は減少している。2017年の衆院選では、小選挙区において自民党籍を有したままの2候補が共に無所属出馬し、当選した候補を追加公認する例が見られた（山梨2区、埼玉11区、岡山3区など）。なお、右翼団体系候補は、保守系無所属とは呼ばれないケースが多い。例外として、国際勝共連合系の阿部令子は、1990年の総選挙で選挙途中に自民党の追加公認を受けたことがあるためか、保守系無所属と報じられていた。
革新政党系または左翼団体を基盤とする無所属は革新系無所属と呼ばれるが、保守系ほど立候補した数も、当選者数も多くない。また保守系無所属のほとんどが自民系であるのに対し、革新系は日本共産党、日本社会党系が多いものの、出身政党はバラバラである。革新政党の衰退で、「革新系無所属」の用語はあまり使われなくなっている。
また、小選挙区制導入以降、新潟方式（参議院選挙が主）や2016年以降の野党共闘のように、一つの選挙区において複数の野党が無所属候補（党籍を保有している場合と離脱している場合がある）を共同で推薦するケースがある。第48回衆議院議員総選挙においては、希望の党への合流のため民進党・自由党から公認候補を出さなかったことから、両党において党籍を保有したまま無所属で出馬した候補が続出した。公職選挙法上は、政党公認候補が有利な仕組みとなっているが、この場合は複数の政党の支持層からの集票、また票割れを防止することにより与党候補が漁夫の利を得ることを防ぐ効果がある。
また、元々ある政党に所属していて、何らかの理由で政党から除名（または離党）となり無所属で再出馬する例もある（例として田中眞紀子、柿澤弘治、田野瀬太道、松本純）。またスキャンダルによって名目上離党を余儀なくされたものの、旧所属政党の派閥への影響力などで実質的には旧所属政党に属しているのと同様な活動を行う例もある（田中角栄、中曽根康弘）。これらの候補は、小選挙区制の場合は旧所属政党から対立候補を立てられない例が多く（見かけ上旧所属政党の空白区となる）、無所属で当選することでみそぎを果たしたとすることもある（第49回衆議院選挙における田野瀬は自身の不祥事で離党していたが保守系無所属で当選し、公示日に遡って追加公認ならびに選挙後すぐに復党まで認められた）。
無所属議員が政府の職に就いた例はほとんどないが、2011年に菅直人内閣に入閣した与謝野馨はその数少ない例である。
2010年7月11日に行われた第22回参議院議員通常選挙では無所属の当選者はゼロとなった。
2016年に結党した民進党では旧みんなの党の比例代表選出議員ゆえに公職選挙法第99条の2の規定により改選まで国会議員職を維持したまま民進党に参加できない旧みんなの党の参議院議員5名（小野次郎、川田龍平、柴田巧、寺田典城、真山勇一）は共同会派所属国会議員の地位に関する経過規定（党規約附則2条2項）により、2019年9月まで無所属でありながら党役員への就任や両院議員総会での議決権行使を許されて民進党所属国会議員に準ずる地位を有するものとされたが、同年の第24回参議院議員通常選挙に伴い該当者は川田のみとなり、その川田も2017年12月には立憲民主党に入党。同項は2018年2月4日の改訂に伴い削除された。
2019年4月以降は1人区で立憲民主党や日本共産党が参加する民共共闘の一環として無所属で立候補する例が見られるようになった。2019年4月の大阪12区の補欠選挙では日本共産党の衆議院議員だった宮本岳志が無所属として立候補するも落選し、供託金を没収された。2019年7月の第25回参議院議員通常選挙では1人区で野党統一の無所属候補が32ある1人区の選挙区中10人当選したが、僅差で与党候補に勝利する事例もあり一定の成果を上げた。
現在無所属である国会議員については、日本の政党一覧を参照のこと。

### 地方政治
地方議会・首長でもかつては政党公認候補が珍しくなかった。しかし、首長は複数政党による相乗り・共闘が前提になることから、候補者の推薦・支持が行いやすいように、無所属での立候補が常態になった。
1995年（平成7年）の統一地方選挙では、無党派層が既成政党以外の無所属候補（代表例として青島幸男東京都知事や横山ノック大阪府知事）を当選させたため、それ以降は政党の党員による無所属立候補は一層進み、推薦・支持も表向きは受けない例が増えるようになった。
地方議会では、都道府県議会では政党・政治団体公認が主流だが、無所属も2022年12月31日現在で2570人中595人、23.2%を占める。市区町村議会では、特に大都市圏以外で無所属の比率が高く、2022年12月31日現在で29155人中20279人、69.6%を占め、2位公明党の9.2%（2681人）に大差を付けている。その多くは保守系無所属である。しかし国政選挙とは違い、当選後も無所属で通す候補者が多い。
都道府県知事は、大阪府知事の吉村洋文（大阪維新の会公認、2023年4月9日当選）と奈良県知事の山下真（日本維新の会公認、2023年4月9日当選）を除き、全員が無所属として当選した人物である。市長・区長・町長・村長についても、2022年12月31日現在で、1740人中1721人、98.9%が無所属である。政党公認は自民党の2人、「その他の政治団体」公認は17人、欠員は1人である。なお、「その他の政治団体」はすべて大阪維新の会である。
その他の政治団体ではない政党公認で知事となったのは、前述の奈良県知事選で2023年4月9日に当選を決めた山下真（日本維新の会公認）が最後の例で、それ以前となると群馬県知事選で2007年7月22日に当選を決めた大沢正明（自民党公認）まで16年10ヶ月遡る。さらにその前は1996年10月20日の富山県知事選に自民党公認で当選した中沖豊で、10年10ヶ月の開きがあった。大沢は2011年、2015年に再選したが、2期目以降は無所属としての立候補を選んだ。なお、当落は別とした自民党の公認候補も、中沖から大沢までの間は一人も例がなく、大沢以降に公認を立てた例もない。
一方で1970年前後には社共共闘を基盤とする革新統一候補が無所属（または諸派）として首長選に出馬し、多くの革新自治体が生まれた。しかし、社共の下部組織の対立や、公明党や民社党が台頭して社会党がこれらの中道政党との関係を重視するようになるといった理由により、革新系無所属の首長は減少する。代わって共産党以外の全政党の推薦を受けたオール与党としての無所属首長が増加した。
自民党以外による単独での知事選への対応は、日本共産党は無所属として立てる場合と、公認候補を立てる場合が相半ばする。社会民主党は、1999年の青森県知事選で今村修を公認したのが最後の公認で、民主党・民進党・国民民主党・立憲民主党は一度も公認候補を立てたことがない（2007年岩手県知事選挙において達増拓也を公認候補として立てる動きもあったが、自民党支持者を取り込むため無所属で出馬した）。前述のように、大阪維新の会は公認候補の擁立に積極的であり、日本維新の会も公認候補を立てる場合がある。
通常、政党の党籍を持ったまま無所属として立候補しても問題にはされない。2006年の長野県知事選挙では田中康夫候補が新党日本代表（当時国会議員が2人所属する国政政党の党首）であったが、無所属として立候補を届け出たため、無所属候補として報道された。2009年の千葉県知事選挙では、当選した森田健作が自民党支部長でありながら「完全無所属」と自称し、市民団体に刑事告発されたが、不起訴となっている。なお、森田は当選後に自民党を離党している。
選挙管理委員会では、政党や政治団体に属している候補者でも所属党派証明書を提出していない限り、政党や政治団体党派に属していない候補者と同様に「無所属」として扱う。

## アメリカ合衆国
アメリカの政党は日本など他国と比較して党議拘束がない場合が多いなど緩やかな組織であり、大多数の政治家は二大政党制の枠内で活動している。予備選挙の結果等により政党による候補者指名を受けられなかった候補が、無所属（independent）として出馬することは可能だが、それによって当選することは稀である（例 ジョー・リーバーマン）。
大統領選挙は、ある州に支援組織がない候補はその州での選挙人獲得ができない仕組みであるため、無所属候補にとって大変不利である。例外的にロス・ペローは1992年の大統領選挙で無所属から出馬して各州に支持組織を形成し、一時は世論調査で二大政党候補と互角な支持を得たものの、結局選挙人は一人も獲得できなかった。
2016年アメリカ合衆国大統領選挙ではエヴァン・マクマリンが無所属候補として立候補していた。
また、2020年アメリカ合衆国大統領選挙では、バーニー・サンダースが無所属候補として立候補していた。

## その他
韓国・台湾などの日本との選挙制度が似ている国において、無所属で大統領・国会議員など国の要職や地方首長の選挙に臨む人が非常に少ない。その一因として、無所属の候補が大型政党に対抗するためには莫大な宣伝費用がかかり、逆に大型政党から立候補する場合はリスクが低いことが挙げられる。また、日本と韓国の有効投票数ベースで計算することと異なり、台湾では得票数が「有権者総数/議席数」の10%に満たない場合は供託金を没収されるので、無所属の出馬者にとって供託金返還のハードルが高い。